# PIPER
PIPER（パイパー）は、日本のロック・ポップバンド。

## メンバー
- 山本圭右 （やまもとけいすけ）

ボーカル、ギターを担当。PIPERのメインライター。
- 山本耕右 （やまもとこうすけ）

ボーカル、ベースギターを担当。
- 嶋村隆（しまむらたかし）

キーボードを担当。当初は「志間貴司」表記。

サポートメンバー
- 小板橋博司（こいたばしひろつぐ）

コーラス、パーカッション担当。
- 村田和人（むらたかずひと）

コーラス、ギター担当。
- 樋口達也（ひぐちたつや）

ギター担当。
- 今瀬真朗太（いませまろうた）

ドラムス担当。
旧メンバー
- 疋田ジョージ（ひきたじょーじ）

ボーカル担当。スカンクからの結成当初のメンバー。
- 大島宏（おおしまひろし）

ベース担当。結成当初のメンバー。
- 熊木良行（くまきよしゆき）

ドラムス担当。結成当初のメンバー。
- 井藤弥（いとうわたる）

ベース担当。1983年～1984年。

## エピソード

### 『SKUNK（スカンク）』
PIPERの元になっているスカンクというバンドは山本圭右が高校時代の軽音楽部の1年先輩であった疋田ジョージと一緒にアマチュアでやっていたバンドあり、のちに2人組でやることとなった。
高校時代の知り合いでユピテルレコードのディレクターであった鈴木祐ニの誘いを受けて、ユピテルレコードと契約しシングル1枚を発売。
アルバムの作成に当たりレコード会社から名前の変更を打診されいくつか候補の中から疋田の発案で「PIPER」となる（レッド・ツェッペリンの「天国への階段」の歌詞で、天国に誘うPiperからとった）。

### 『I'M NOT IN LOVE』
メンバーは山本圭右、疋田ジョージ、志間貴司、熊木良行、大島宏。
アレンジは、すでにシングルで発売された曲を除き、PIPERが3曲、その他6曲は井上鑑が担当。
斎藤ノブ、マイク・ダン、今剛など「パラシュート（PARACHUTE）」のメンバーが録音に参加。
全曲、井上アレンジの予定だったが、イメージが違っていたため、バンドアレンジで録り直した。

### 『SUMMER BREEZE』
アルバム・コンセプトや方向性の違いにポーカルの疋田ジョージがバンドを離脱。続いて、ドラムの熊木良行、ベースの大島宏も離脱。
そこへ新たにペーシスト井藤弥が参加し、PIPERは山本圭右、志間貴司、井藤弥という3人編成になった。
本作から、コーラスに村田和人と小板橋博司、パーカッションに帆足哲昭が加わった。
サウンドだけではなくジャケットも含めて、夏のイメージ的戦略を打ち出し、ジャケットのデザインは安斎肇（タモリ倶楽部の空耳アワーでも有名）に依頼。

### 『GENTLE BREEZE』
本作のレコーディングは2ndから半年にも満たない短いインターバルで開始された。
アルバム・ジャケットはデサイナーである安斎肇とタモリのコラボレーションによる作品。
タモリー義によるジャケット写真の雪の降る情景は印象的。

### 『SUNSHINE KIZ』
シングルカットされた「SUNSHINE KIZ」はプロモーション・ヒデオを作成。
所属会社のユピテルレコードが不渡りを出し経営破綻。PIPERはユピテルを離れることとなる。

### 『LOVERS LOGIC』
PIPERはムーン・レコードに移籍して 1985年にアルバム『LOVE日S LOGIC』を発表。
シングルカットした「あなたのとりこ /cw PHOTOGRAPH 〜思い出のフォトグラフ〜」は両サイドともCMに採用される。

## ディスコグラフィー

### シングル
|     | 発売日           | タイトル                            | 規格                  | 規格品番 |
| --- | ---------------- | ----------------------------------- | --------------------- | -------- |
| 1st | 1980年           | ラブリー・ナイト（LOVELY NIGHT）    | EP / Yupiteru Records | YS-48    |
| 2nd | 1981年           | ファーラウェイ（Far Away）          | EP / Yupiteru Records | YS-64    |
| 3rd | 1984年年6月25日  | サンシャイン キッズ（SUNSHINE KIZ） | EP / Yupiteru Records | YS-101   |
| 4th | 1986年年10月25日 | あなたのとりこ                      | EP / MOON Records     | NOON-733 |
| 5th | 1986年年10月25日 | Half Moon                           | EP / MOON Records     | NOON-751 |

### アルバム
|      | 発売日           | タイトル             | 規格                     | 規格品番   | 備考                                                                              |
| ---- | ---------------- | -------------------- | ------------------------ | ---------- | --------------------------------------------------------------------------------- |
| 1st  | 1981年           | I'M NOT IN LOVE      | Yupiteru Records LP & CT | YV27-1001  | LP & CT US Reissue CD 2018年再発 RATCD4407                                        |
| 2nd  | 1983年           | SUMMER BREEZE        | Yupiteru Records LP & CT | YV27-1003  | LP & CT US Reissue CD 2018年再発 RATCD4408                                        |
| 3rd  | 1983年           | GENTLE BREEZE        | Yupiteru Records LP & CT | YV27-1004  | LP & CT US Reissue CD 2018年再発 RATCD4409                                        |
| 4th  | 1984年年5月10日  | SUNSHINE KIZ         | Yupiteru Records LP & CT | YV27-1006  | LP & CT US Reissue CD 2018年再発 RATCD4410                                        |
| 5th  | 1985年年10月25日 | LOVERS LOGIC         | MOON Records LP & CT     | MOON-28029 | CD 2006年再発 WPCL10386 (5 bonus tracks) CD 2019年再発 RATCD4413 (8 bonus tracks) |
| BEST | 2023年年5月31日  | PIPER Cool Selection | Steps Records CD         | STPR-038   |                                                                                   |
| LIVE | 2024年年4月17日  | live breeze          | Steps Records CD         | STPR-042   |                                                                                   |